# Вурценский собор
Вурценский собор Девы Марии (нем. Dom St. Marien zu Wurzen) — евангелическая церковь в немецком городе Вурцен в федеральной земле Саксония.

## История
Коллегиальная церковь вурценского капитула расположена на холме в юго-западной части старого города Вурцена, и с конца XV века, когда мейсенские епископы обустроили свою резиденцию в расположенном по соседству замке, называется собором. С 1542 года церковь используется для отправления евангелических богослужений.
Первое церковное здание во имя Девы Марии на этом месте было освящено 16 августа 1114 года епископом Гервигом Мейсенским (нем. Herwig von Meißen, †1119). Одновременно был основан капитул Девы Марии, в ведение которого перешла новая церковь, занимавшая место среднего нефа будущего собора.
В 1260—1290 годах и в середине XIV века церковь была перестроена и расширена; плоский деревянный потолок при этом был заменён на готический сводчатый. В 1470 году церковь сильно пострадала в результате большого пожара, и была около 1500 года вновь отстроена и расширена при епископе Иоганне VI фон Заальхаузене (нем. Johann VI von Saalhausen), планировавшем здесь своё будущее место захоронения, и незадолго до того уже построившем на соседнем с церковью участке свою новую резиденцию, замок Вурцен. Начиная с этого момента церковь Девы Марии стала собором, а капитул получил статус домского (то есть кафедрального).
С 1542 года в соборе стали отправляться евангелические службы, хотя — что необычно — в замке ещё некоторое время продолжали жить мейсенские епископы, придерживавшиеся католичества. Также и домский капитул, примкнувший к Реформации, не потерял своей власти, став лишь подчиняться курфюрсту Августу.

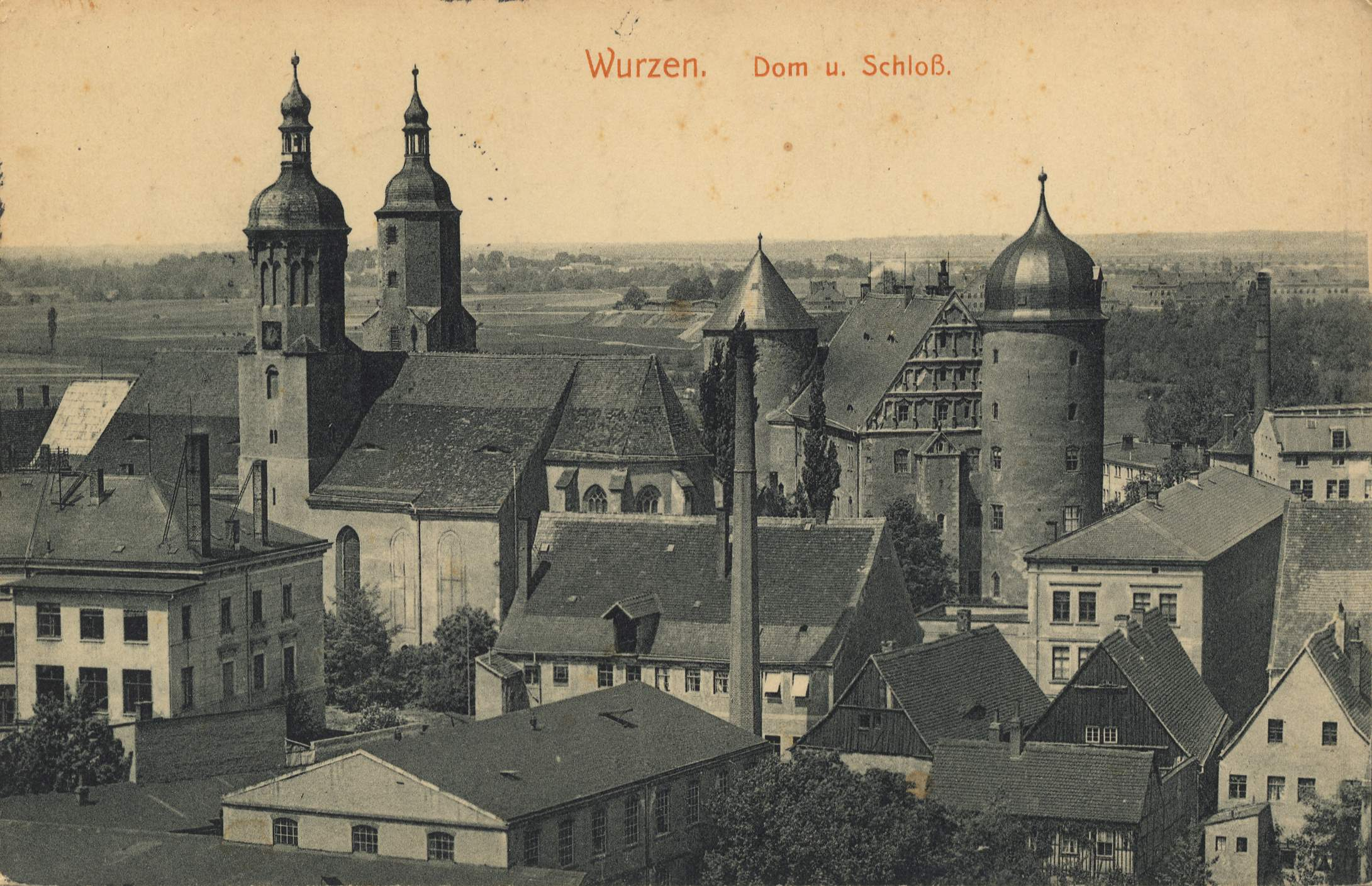
Собор и замок Вурцен, 1915

На протяжении последующих столетий собор почти неизменно сохранял свой средневековый облик, вплоть до 1817 года когда — в соответствии с новой модой — его внутреннее убранство было оформлено в стиле неоготики. При этом был обустроен новый алтарь и орган, пробиты дополнительные окна, а стены побелены, что придало всему зданию известную лёгкость.
Неоготические элементы убранства были удалены уже в 1931—1933 годах; одновременно в церкви были размещены работы скульптора-экспрессиониста Георга Врба (нем. Georg Wrba, 1872—1939), украшающие её и поныне.
В настоящее время Вурценский собор находится под управлением евангелического капитула, в который входят 13 пасторов, включая главу Евангелическо-лютеранской церкви Саксонии епископа Тобиас Бильца. Собор финансируется за счёт государства и частных пожертвований, так как не имеет собственной общины верующих. Храм ежедневно открыт для посещения; кроме того, в его стенах регулярно проходят концерты классической музыки (в том числе с участием соборного хора под руководством Иоганна Диккерта).